# Rowland V. Lee

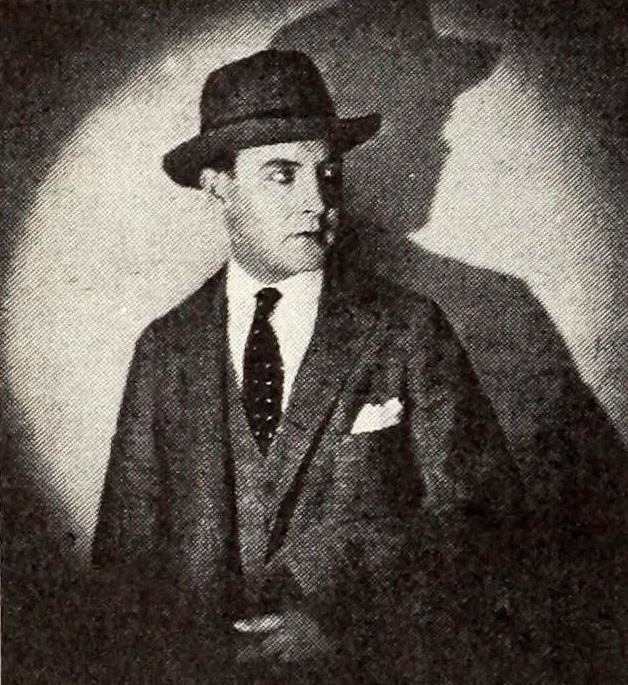
Rowland V. Lee (1921)

Rowland Vance Lee (* 6. September 1891 in Findlay, Ohio; † 21. Dezember 1975 in Palm Desert, Kalifornien) war ein US-amerikanischer Filmregisseur, Schauspieler, Drehbuchautor und Filmproduzent.

## Leben
Seine Karriere im Filmgeschäft begann er als Schauspieler 1917. Drei Jahre später gab er sein Debüt als Regisseur mit dem Film  A Thousand to One und beendete damit gleichzeitig seine Tätigkeit als Schauspieler. 1921 verfasste er sein erstes Drehbuch für den Film What Ho, the Cook, den er auch selbst inszenierte. Im Jahr 1927 produzierte zum ersten Mal einen seiner eigenen Filme. Er tat dies insgesamt neun Mal, darunter auch bei seinem wohl bekanntesten Film: Frankensteins Sohn. Lee inszenierte in allen Genres, bekannt ist er aber heute vor allem für seine Abenteuer- und Horrorfilme, in denen er immer wieder auf eine grimmige, raue Atmosphäre setzte. 1945 beendete er seine Karriere als Regisseur mit dem Film Unter schwarzer Flagge, er trat danach nur noch mit seinem Drehbuch zu dem Film Der Fischer von Galiläa von Frank Borzage 1959 in Erscheinung. Als Regisseur hatte er mehr als 50 Filme inszeniert.
Rowland V. Lee kaufte Mitte der 1930er-Jahre eine Ranch im San Fernando Valley. Dort züchtete er Rinder. Die Ranch vermietete er auch für Dreharbeiten und so fanden auf Lees Ranch Dreharbeiten für Filme wie Die Nacht des Jägers, Der Fremde im Zug und Lockende Versuchung statt.
1960 erhielt Lee einen Stern auf dem Hollywood Walk of Fame in der Kategorie Film. Sein älterer Bruder war der Drehbuchautor Robert N. Lee. Rowland V. Lee war von 1924 bis zu seinem Tod mit Eleanor Worthington verheiratet, aus der Ehe kam ein Kind.

## Filmografie (Auswahl)
- 1920: A Thousand to One
- 1925: Heimatlos (The Man Without a Country)
- 1927: Stacheldraht (Barbed Wire)
- 1928: Das Geheimnis einer Stunde (The Secret Hour)
- 1928: Das zweite Leben (Three Sinners)
- 1928: Einmal kommt der Tag (Doomsday)
- 1929: Börsenfieber (The Wolf of Wall Street)
- 1929: Der geheimnisvolle Doktor Fu Man Chu (The Mysterious Dr. Fu Manchu)
- 1930: Paramount-Parade (Paramount on Parade)
- 1930: Orkan (Derelict)
- 1933: Revolte im Zoo (Zoo in Budapest)
- 1933: Ich bin Susanne (I Am Suzanne!)
- 1934: Das Rätsel von Monte Christo (The Count of Monte Cristo)
- 1937: The Toast of New York
- 1937: Love from a Stranger
- 1939: Frankensteins Sohn (Son of Frankenstein)
- 1939: Im Empire geht die Sonne nie unter (The Sun Never Sets)
- 1939: Der Henker von London (Tower of London)
- 1940: Die Stunde der Vergeltung (The Son of Monte Cristo)
- 1944: The Bridge of San Luis Rey
- 1945: Unter schwarzer Flagge (Captain Kidd)
- 1959: Der Fischer von Galiläa (The Big Fisherman) (als Drehbuchautor)